# 西瓜BABY
「西瓜BABY」（すいかベイビー）は日本の女性アイドルグループAKB48の派生ユニット・Not yetの楽曲。作詞は秋元康、作曲は上田晃司が担当した。2012年5月30日にユニットの4作目のシングルとして日本コロムビア（Futureレーベル）から発売された。

## 解説
前作『ペラペラペラオ』から半年ぶりのリリース。楽曲は、久しぶりの帰郷時に同級生の女子への恋心に気づいた男子の心情を、西瓜になぞらえて表現した恋愛ソングである。
楽曲のシングルCDは4種の通常盤（Type-A、B、C、D）がリリースされた。Type-A、BおよびCにはそれぞれ収録内容の異なるDVDが付属している。特典として、4種とも初回プレス分のみコネクティングカード（イベント参加応募券、特典コンテンツ試聴券）が封入されている。
Type-Bには、北原里英が秋元康から指名され、初めて作詞に挑戦した「guilty love」がカップリング曲として収録されている。この楽曲は『許されざる愛』がテーマとなっており、指原莉乃は「歌詞がドロドロ。ふかい。すごい。」とコメントしている。AKB48メンバーが、自らの楽曲の作詞を行うことが公表されたのは、これが初めてである。
Type-Cには、横山由依が初めてソロ歌唱した「May」がカップリング曲として収録されている。横山は自身の声が一本調子だったこともあってか、レコーディングの際は「May」のフレーズにメリハリを付けたという。
CDのジャケットの題字は大島優子が担当した。
渡り廊下走り隊7のシングル「少年よ 嘘をつけ!」も同日に発売され、初めてAKB48派生ユニットの楽曲が同時発売されることになった。

## イベント
2012年7月7日に下記3種類の発売記念イベントが幕張メッセイベントホールで行われた。いずれも初回プレス盤に付属のコネクティングカードでの応募・抽選による招待制。
- 発売記念プレミアムイベント 〜写真撮影・録音・・・たまには禁止します！〜
- 発売記念個別流しそうめん会
- 発売記念2ショットチェキ撮影会

## チャート成績
2012年6月11日付のオリコン週間シングルランキングで初週13.6万枚を売り上げ、2作ぶり通算3作目の首位を獲得した。同ランキングでAKB48の「真夏のSounds good !」が2位、渡り廊下走り隊7の「少年よ 嘘をつけ!」が3位となりAKB48と派生ユニットがランキングの上位3位までを独占した。同一グループにおける派生アーティストも含めたTOP3独占は史上初となった。

## シングル収録トラック

### 通常盤Type-A
| 全作詞: 秋元康、全編曲: 野中“まさ”雄一。 |                               |           |          |      |
| #                                        | タイトル                      | 作詞      | 作曲     | 時間 |
| 1.                                       | 「西瓜BABY」                  | 秋元康    | 上田晃司 | 4:10 |
| 2.                                       | 「希望の花」                  | 秋元康    | 小内喜文 | 4:58 |
| 3.                                       | 「不毛な夜」                  | 秋元康    | 春行     | 4:37 |
| 4.                                       | 「西瓜BABY (off vocal ver.)」 | 秋元康    |          |      |
| 5.                                       | 「希望の花 (off vocal ver.)」 | 秋元康    |          |      |
| 6.                                       | 「不毛な夜 (off vocal ver.)」 | 秋元康    |          |      |
| 合計時間:                                | 合計時間:                     | 合計時間: | 27:31    |      |

| #  | タイトル                                    | 作詞 | 作曲・編曲 |
| -- | ------------------------------------------- | ---- | ---------- |
| 1. | 「「西瓜BABY」Music Clip」                  |      |            |
| 2. | 「Not yet の「はじめてのスイートルーム♪」」 |      |            |

### 通常盤Type-B
| 全編曲: 野中“まさ”雄一。 |                                  |           |           |       |
| #                        | タイトル                         | 作詞      | 作曲      | 時間  |
| 1.                       | 「西瓜BABY」                     | 秋元康    | 上田晃司  | 4:10  |
| 2.                       | 「希望の花」                     | 秋元康    | 小内喜文  | 4:58  |
| 3.                       | 「guilty love」                  | 北原里英  | 平義隆    | 4:24  |
| 4.                       | 「西瓜BABY (off vocal ver.)」    |           |           |       |
| 5.                       | 「希望の花 (off vocal ver.)」    |           |           |       |
| 6.                       | 「guilty love (off vocal ver.)」 |           |           |       |
| 合計時間:                | 合計時間:                        | 合計時間: | 合計時間: | 27:10 |

| #  | タイトル                     | 作詞 | 作曲・編曲 |
| -- | ---------------------------- | ---- | ---------- |
| 1. | 「「西瓜BABY」Music Clip」   |      |            |
| 2. | 「「西瓜BABY」オフショット」 |      |            |

### 通常盤Type-C
| 全作詞: 秋元康。 |                               |           |           |                |      |
| #                | タイトル                      | 作詞      | 作曲      | 編曲           | 時間 |
| 1.               | 「西瓜BABY」                  | 秋元康    | 上田晃司  | 野中“まさ”雄一 | 4:10 |
| 2.               | 「希望の花」                  | 秋元康    | 小内喜文  | 野中“まさ”雄一 | 4:58 |
| 3.               | 「May」(横山由依)             | 秋元康    | 松尾清憲  | 武藤星児       | 3:57 |
| 4.               | 「西瓜BABY (off vocal ver.)」 | 秋元康    |           |                |      |
| 5.               | 「希望の花 (off vocal ver.)」 | 秋元康    |           |                |      |
| 6.               | 「May (off vocal ver.)」      | 秋元康    |           |                |      |
| 合計時間:        | 合計時間:                     | 合計時間: | 合計時間: | 26:08          |      |

| #  | タイトル                                 | 作詞 | 作曲・編曲 |
| -- | ---------------------------------------- | ---- | ---------- |
| 1. | 「「西瓜BABY」Music Clip」               |      |            |
| 2. | 「「ペラペラペラオ」プレミアムイベント」 |      |            |

### 通常盤Type-D
| 全作詞: 秋元康。 |                                           |           |           |                |      |
| #                | タイトル                                  | 作詞      | 作曲      | 編曲           | 時間 |
| 1.               | 「西瓜BABY」                              | 秋元康    | 上田晃司  | 野中“まさ”雄一 | 4:10 |
| 2.               | 「希望の花」                              | 秋元康    | 小内喜文  | 野中“まさ”雄一 | 4:58 |
| 3.               | 「アイサレルトイウコト (Not yet ver.)」   | 秋元康    | 山崎燿    | 松浦晃久       | 4:32 |
| 4.               | 「西瓜BABY (off vocal ver.）」            | 秋元康    |           |                |      |
| 5.               | 「希望の花 (off vocal ver.)」             | 秋元康    |           |                |      |
| 6.               | 「アイサレルトイウコト (off vocal ver.)」 | 秋元康    |           |                |      |
| 合計時間:        | 合計時間:                                 | 合計時間: | 合計時間: | 27:17          |      |